# Sapphire (singolo)
Sapphire è un singolo del cantante britannico Ed Sheeran, pubblicato il 6 giugno 2025 come terzo estratto dal sesto album in studio Play.

## Video musicale
Il video, diretto da Liam Pethick è stato pubblicato in concomitanza con l'uscita del singolo.

## Tracce
Testi e musiche di Ed Sheeran, Ilya Salmanzadeh, Arijit Singh, Avinash Chouhan, Johnny McDaid, Mayur Puri, Savan Kotecha.
1. Sapphire – 2:59

## Classifiche
| Classifica (2025) | Posizione massima |
| ----------------- | ----------------- |
| Australia         | 21                |
| Austria           | 52                |
| Belgio (Fiandre)  | 16                |
| Belgio (Vallonia) | 47                |
| Canada            | 30                |
| Francia           | 164               |
| Germania          | 35                |
| Irlanda           | 20                |
| Islanda           | 13                |
| Norvegia          | 52                |
| Nuova Zelanda     | 21                |
| Paesi Bassi       | 23                |
| Regno Unito       | 5                 |
| Stati Uniti       | 74                |
| Svezia            | 58                |
| Svizzera          | 34                |